# 小行星24146
小行星24146（24146 Benjamueller）是一颗绕太阳运转的小行星，为主小行星带小行星。该小行星于1999年11月19日发现。

## 轨道参数
小行星24146的轨道半长轴为416 640 279 km，2.7850286 UA，离心率为0.094。